# Округ Барним
Округ Барним је округ на истоку немачке покрајине Бранденбург. 
Површина округа је 1.494 km². Крајем 2009. имао је 176.904 становника. Има 25 насеља, од којих је седиште управе у месту Еберсвалде. 
Округ се налази између реке Одра (граница са Пољском) и градског подручја Берлина. У округу постоји више језера, канала и резерват биосфере. 